# Загайкевич Іван Корнилович
Іва́н (Йо́сип–Іван) Корни́лович Загайке́вич (1923 — 2001) — український ентомолог, фахівець з лісових комах, особливо — жуків-вусачів, один з фундаторів Львівської ентомологічної школи.

## Біографія
Іван Корнилович Загайкевич народився 17 листопада 1923 року в селищі Рудно (нині у Львівському району Львівської області). Він закінчив лісогосподарський факультет Львівського сільськогосподарського інституту (1948). Одержавши диплом, два роки працював інженером із захисту лісу від шкідливих комах та грибних захворювань при Львівському управлінні лісового господарства і старшим лаборантом кафедри зоології і ентомології (згодом — захисту рослин) Львівського сільгоспінституту.
1950 року вступив до аспірантури Інституту ентомології і фітопатології АН УРСР. З 1952 року обіймав посаду молодшого, а згодом старшого наукового співробітника відділу ентомології. Під керівництвом Д. Ф. Руднєва Іван Загайкевич підготував і захистив кандидатську дисертацію (1954). Потім він перейшов на роботу до Зоологічного музею Інституту зоології АН УРСР (зараз Національний науково-природничий музей НАН України) (1956), а ще пізніше працював у Державному природознавчому музеї АН УРСР у Львові. Одночасно І. К. Загайкевич читав спецкурси лекцій у Львівському національному університеті ім. І. Франка.

## Наукова діяльність
Іван Корнилович Загайкевич був знаним фахівцем лісової ентомофауни. У дисертаціі він дослідив особливості розвитку комах-шкідників у лісах Західної України і розробив заходи із захисту від цих комах. По тому він вивчав комах у гірничих лісах Карпат. У творчому доробку вченого понад 20 наукових публікацій, серед яких декілька монографій. І. Загайкевич — автор трьох статей у «Червоній книзі України». Тривалий час він очолював Львівське відділення Українського ентомологічного товариства (1971—1999).

## Основні праці
- Насекомые — вредители лесов западных областей Украинской ССР и меры борьбы с ними: Автореферат дисс. кандидата биол. наук. К. [б.и.], 1954. — Малоизвестные вредители леса в СССР. — Зоологический журнал, 1957, 36 (6), 874—877.
- Узкотелые златки — вредители граба на Украине. Бюллетень научно-технической информации, 1957, 63, С. 22–24.
- Некоторые результаты изучения усачей (Coleoptera, Cerambycidae) Крыма // Тез. докл. IV съезда Всесоюз. энтомол. общ-ва. М.; Л.: Изд-во АН СССР, 1959. С. 50–51.
- До вивчення вусачів (Cerambycidae) Станіславської обл. // Проблеми ентомології на Україні. — К.: Вид-во АН УРСР, 1959. — С. 45–47
- Рідкісні та маловідомі види жуків-вусачів (Coleoptera, Cerambycidae) в УРСР // Наук. зап. Наук.-природознавчого музею АН УРСР. — 1960. — Т. VIII. — С. 96–102.
- Матеріали вивчення жуків-вусачів (Coleoptera, Cerambycidae) України // Наук.зап. Наук.-природознавчого музею АН УРСР. — 1961. — Т. 9. — С. 52–60.
- До вивчення поширення і біології вузькотілих златок роду Agrilus Curt. в УРСР. В кн.: Наукові записки Науково-природознавчого музею АН УРСР, К.: 1962, Т. 10, С. 101—111.
- Про тривалість розвитку яєць деяких видів вусачевих (Coleoptera, Cerambycidae)фауни Карпат // Комахи Українських Карпат і Закарпаття: Респ. міжвід. зб. — К.: Наукова думка, 1966. — С. 45–47.
- Семейство усачи — Cerambycidae // Вредители сельскохозяйственных культур и лесных насаждений. Т. II: Вредные членистоногие, позвоночные. —/ Под ред. акад. В. П. Васильева. — К.: Урожай, 1974. — С. 24–48.
- Некоторые аспекты хорологии усачей (Coleoptera, Cerambycidae) фауны Украины.
- VII Межд. симпоз. по энтомофауне Средней Европы (Ленинград, 19–24 сентября 1977 г.). Материалы. Л., 1979. С. 195—197.
- Вусачеві триби стенокоріні (Coleoptera, Cerambycidae, Stenocorini) // Каталог музейних фондів. 1978: Зб. наук. праць. — К.: Наукова думка, 1979. — С. 81–91.
- Экологические особенности усачей лептурин (Cerambycidae, Lepturinae) и их роль в биогеоценозах. — Вопросы общей энтомологии. Труды ВЭО, 1981,63, С. 78–79.
- Довгоносики роду Otiorhynchus. Germ. Ч. 1. Каталог музейних фондів. К., 1984. С. 99–112.[У співавторстві з Л. Й. Тільман].
- Изменение энтомологической ситуации обусловленной хозяйственной деятельностью человека // Биогенетический покров Бескид и его динамические тенденции. — К.: Наук. Думка, 1983. — С. 308—348.
- Довгоносики роду Phyllobius Germ. / Каталог музейних фондав. К., 1984. С. 112—118. [У співавторстві з Л. Й. Тільман].
- Стафілініди роду педерус (Staphylinidae, Paederinae, Paederus F.) // Каталог музейних фондів. — Київ: Наукова думка, 1985. — С. 69–72. (У співавторстві з В. Б. Різуном)
- Жуки-усачи (Coleoptera, Cerambycidae) Беловежской Пущи. — Проблемы сохранения генофонда и управления экосистемами в заповедниках лесной зоны. Тез. докл. Всесоюзного совещания, 23-25 сентября 1986 г. Березинский зап-к, Т. 2. М.: Изд. АН СССР: 1986, С. 85–86. [У співавторстві з А. В. Казючиц].
- Жужелиці роду Amara Bon. (Coleoptera, Carabidae) // Каталог музейних фондів. — Львів, 1986. — С. 94–103. [У співавторстві з В. Б. Різуном і Я. Й. Харамбурою].
- Семейство златки — Buprestidae. В кн.: Вредители сельскохозяйственных культур и лесных насаждений. Т. 1. Вредные нематоды, моллюски, членистоногие /Ред. В. П. Васильев. — К.: Урожай, 1974, С. 349—364.
- Систематический обзор почвенніх членистоногих Украинских Карпат. Семейство Scarabaedae.– В кн. Почвенные членистоногие Украинских Карпат. К.: Наук. Думка, 1988, С. 161—171. [У співавторстві з В. Г. Рошко].
- Комахи-шкідники деревних і чагарникових порід західних областей України — К.: Вид-во АН УРСР, 1988. — 132 с.
- Украинские Карпаты. Природа. — Киев: Наукова думка, 1988. [У співавторстві з М. А. Голубець А. Н.  Гаврусевич та ін.].
- Таксономия и экология усачей. — К.: Наук. думка, 1991. — 177 с.